# 平凹缘䗩
平凹缘，是原始腹足目裂螺科边罅螺属的一种。
主要分布于中国大陆，常栖息在潮下带水深12米。